# طرف (حركة العين)

عملية الطَرْف بالتصوير البطيء

الطَرْف هو عملية نصف لا إرادية تظهر في صورة إغلاق جفن العين بسرعة، وهي تتم عن طريق تثبيط عمل عضلة رافعة الجفن العلوية مع تنشيط عمل العضلة الدائرية حول العين. وهي تعتبر عملية هامة للعين حيث تساعد على انتشار الدموع عبر العين، وإزالة المواد المهيجة من على سطح القرنية والشبكية.
قد يكون لعملية الطَرْف وظائف أخرى حيث أنها تحدث باستمرار وبمعدل عالٍ وذلك للإبقاء على العين في حالة تشحيم دائم. يعتقد الباحثون أن عملية الطَرْف قد تساعد على فك أو فصل التركيز، حيث وُجد أنه مع بداية الطَرْف يقل نشاط قشرة المخ في الشبكة الخلفية، ويزداد نشاطها في شبكة الوضع الافتراضي المختص بالمعالجة الداخلية.
تتأثر سرعة الطَرْف بعدة عوامل مثل الإرهاق، وإصابة العين، وبعض الأدوية، والأمراض. مركز الطَرْف هو المسؤول عن تحديد سرعة الطَرْف ولكنه يمكن أن يتأثر بسببب المؤثرات الخارجية. بعض الحيوانات مثل السلاحف البرية، والأقداد (فئران الهامستر) تطْرِف بعين واحدة دون الأخرى. يقوم البشر بعملية الغمز (الطَرْف بعين واحدة) كأسلوب ضمن أساليب لغة الجسد يستخدم عند الكذب أو المزاح وأحيانًا في العلاقات العاطفية وغيرها .

## أهمية وكيفية الطَرْف

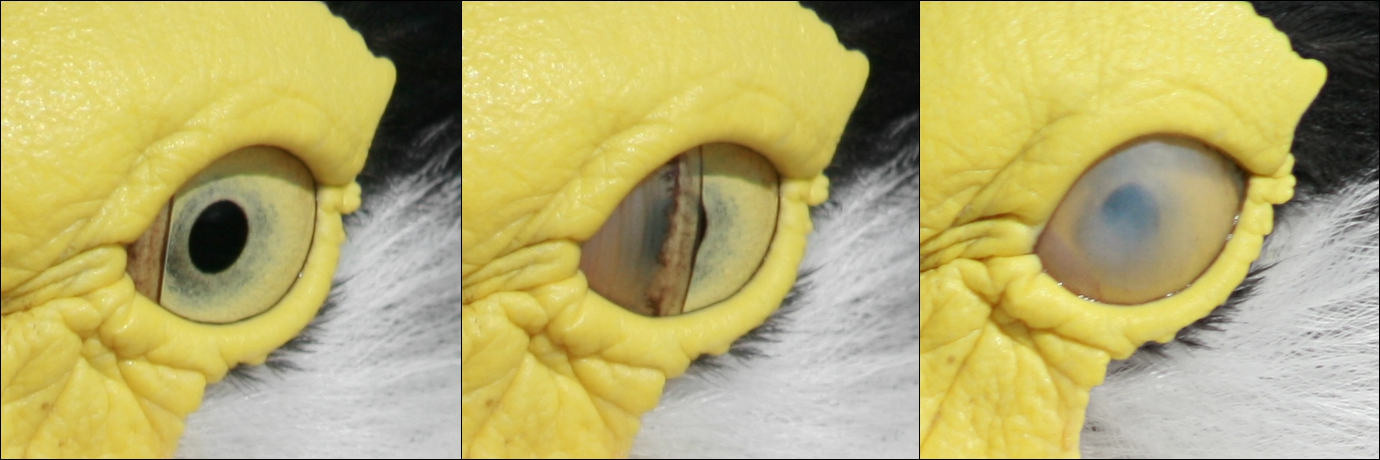
الطيور، والزواحف، وأسماك القرش تطْرِف باستخدام غشاء رامش من أحد جانبي العين إلى الجانب الآخر (في الصورة طائر أبو طيط)

يوفر الطَرْف رطوبة للعين حيث يقوم بري وغسل العين باستخدام الدموع ومادة شحمية تفرزها العين، كما يساعد الجفن في حماية العين من الجفاف باستخدام الدموع الموجودة في قناة مجرى الدموع ليغطي بها العين بأكملها .
الأهداب عبارة عن شعر قصير متصل بالجفنين العلوي والسفلي ويشكل خط دفاعي ضد الغبار وبعض المواد الأخرى الضارة بالعين. تقوم الرموش بطرد معظم المواد التي تسبب تهيج العين قبل وصولها للعين من الأساس.
هناك العديد من العضلات التي تتحكم في عملية الطَرْف، أهم عضلات الجفن العلوي هي العضلة الدائرية حول العين، وعضلة رافعة الجفن العلوية.
• تقوم العضلة الدائرية حول العين بغلق العين، بينما
• تقوم عضلة رافعة الجفن العلوية بفتحها.
عضلة غضروف الجفن العلوي وعضلة رافعة الجفن السفلية مسؤولتان عن توسيع العين.
تلك العضلات ليست فقط أساسية في الطَرْف، ولكنها أيضًا تلعب دورًا في وظائف أخرى مثل التحديق بالعين، والغمز.

## أنواع الطَرْف

### الطَرْف التلقائي
يحدث دون الحاجة إلى مؤثر خارجي أو مجهود داخلي. وذلك النوع يحدث تلقائيًا مثل التنفس والهضم.

### الطَرْف المنعكس
يحدث كاستجابة لمؤثر خارجي مثل لمس القرنية، أو ظهور شيء أمام العين بسرعة، وهو يحدث بسرعة تفوق سرعة الطَرْف التلقائي.

## الطَرْف عند الأطفال
الأطفال الرضع لا يطْرِفون بنفس معدل طَرْف البالغين، حيث يبلغ معدل الطَرْف لديهم مرة أو مرتين فقط كل دقيقة. السبب في هذا الاختلاف غير معروف حتى الآن، ولكن من المعتقد أن الرضع لا يحتاجون نفس كمية التشحيم للعين مثل البالغين. بالإضافة إلى ذلك فإن الرضع لا ينتجون الدموع خلال شهرهم الأول. كما أن الرضع يحصلون على أقساط من النوم أطول من التي يحصل عليها البالغون (وكما ذُكر مسبقًا فإن العين المرهقة تطْرِف أكثر). وبنمو الطفل في مرحلة الطفولة يزداد معدل الطَرْف إلى أن يصل إلى مرحلة المراهقة التي يتساوى فيها معدل الطَرْف لديه مع المعدل الخاص بالبالغين.

## الطَرْف عند البالغين
تم التوصل إلى نتائج مختلفة عند إجراء دراسة تعتمد على نوع الجنس في الاختلافات في معدل الطَرْف. حيث كانت نتائج الإناث إلى الذكور تساوي الضعف تقريبًا. بالإضافة إلى ذلك فإن النساء اللاتي يستخدمن حبوب منع الحمل يطرفن بمعدل أكبر بنسة 32%، والسبب في ذلك غير معروف.
قد تُستخدم عملية الطَرْف في تشخيص الحالات الطبية، فعلى سبيل المثال :
زيادة معدل الطَرْف قد يدل على بداية متلازمة توريت أو الجلطة الدماغيةأو اضطرابات في الجهاز العصبي.
بينما نقص معدل الطَرْف يدل على الشلل الرعاش.